# Ellipes deyrupi
Ellipes deyrupi — вид прямокрилих комах родини триперстових (Tridactylidae). Описаний у 2021 році.

## Етимологія
Вид названий на честь доктора Марка Дейрупа, почесного дослідника-біолога з ентомології на біологічній станції Арчболд, який вперше зібрав зразки комахи і визначив його як новий вид.

## Поширення
Ендемік США. Вивлений східніше озера Маріон в окрузі Полк у Флориді.